# Austrarcturella inornata
Austrarcturella inornata är en kräftdjursart som beskrevs av Gary C.B. Poore och Bardsley 1992. Austrarcturella inornata ingår i släktet Austrarcturella och familjen Austrarcturellidae. Inga underarter finns listade i Catalogue of Life.